# Polycentropus kingi
Polycentropus kingi är en nattsländeart som beskrevs av Mclachlan 1881. Polycentropus kingi ingår i släktet Polycentropus och familjen fångstnätnattsländor. Inga underarter finns listade i Catalogue of Life.